# Heisler
Heisler är en ort i Kanada.   Den ligger i provinsen Alberta, i den centrala delen av landet, 2 700 km väster om huvudstaden Ottawa. Heisler ligger 716 meter över havet och antalet invånare är 151.
Terrängen runt Heisler är platt. Trakten runt Heisler är nära nog obefolkad, med mindre än två invånare per kvadratkilometer.. Närmaste större samhälle är Forestburg, 15,0 km sydost om Heisler.
Trakten runt Heisler består till största delen av jordbruksmark.